# Tanuhepa
Tanuhepa (écrit aussi Danuhepa), morte après 1265 av. J.-C., est une reine du Nouvel Empire hittite, seconde épouse du roi Mursili ii, lequel régna de 1321 à 1295 av. J.-C.

## Vie
D'origine hourrite, Tanuhepa épousa le roi Mursili II après la mort, vers 1312 av. J.-C., de sa première épouse Gassulawiya. Après la mort de la reine-mère Nikalmal, dernière épouse de Suppiluliuma ier, Tanuhepa hérita du titre de Tawananna, dont n'avait pas été honorée Gassulawiya, et qu'elle conserva jusqu'à sa mort.
On possède un nombre considérable de sceaux de cette reine et elle est citée dans un nombre important d'écrits mais on sait très peu de choses d'elle. Ses sceaux sont associés à ceux de trois souverains : son époux Mursili II, son (possible) fils et héritier Muwatalli ii et le fils de celui-ci, Urhi-Tesub, devenu roi sous le nom de Mursili iii.
Les spécialistes sont divisés. Certains pensent qu'il y eut en fait deux reines successives nommées Tanuhepa, l'une épouse de Mursili ii et la suivante, épouse de son fils Muwatalli ii. D'autres estiment qu'il n'y eut qu'une seule reine Tanuhepa mais qu'elle fut l'épouse de Muwatalli ii, que ses sceaux associés à ceux de Mursili iii le sont comme reine-mère et que, par conséquent, Mursili ii n'eut pas d'épouse appelée Tanuhepa.
La plupart des hittitologues pensent, cependant, que Taduhepa fut l'épouse des dernières années de la vie de Mursili ii ; qu'elle conserva son titre de reine tout au long du règne de Muwatalli ii, pour lequel on ne dispose pas de sceaux d'autre reine, et même pendant une partie au moins du règne de Urhi-Tesub/Mursili iii, soit pendant plus de trente ans.
On sait avec certitude que Taduhepa fut mise en accusation par Muwatalli ii pour acte de profanation peu avant la bataille de Qadesh (1274 av. J.-C.). Sous ce prétexte, Muwatalli ii entendait réduire l'influence de la reine dans des luttes successorales intestines : il craignait que la reine n'use de son ascendant pour favoriser ses propres fils ou beaux-fils, du premier ordre de succession, contre Urhi-Tesub, successeur désigné par Muwatalli, un de ses fils d'une seconde épouse ou d'une concubine, au second ordre de succession.
La reine fut condamnée et exilée, mais, fait extraordinaire, elle se retrouva de nouveau quelques années plus tard à la cour où, manifestement, Urhi-Tesub/Mursili iii l'avait rappelée dès le début de son court règne (1272-1265 av. J.-C.) Il est remarquable que Mursili iii et son successeur Hattusili iii aient déclaré vouloir laisser les dieux en paix et se soient dits tous deux innocents des accusations portées contre la reine et du traitement qu'elle avait subi, ce qui corrobore l'hypothèse d'une machination de Muwatalli ii.
Lorsque Hattusili iii accéda au trône en 1265 av. J.-C., après la guerre civile hittite, le titre de reine échut à son épouse Puduhepa.

## Lignage
L'arbre généalogique ci-dessous est une reconstruction possible, parmi d'autres, du lignage de la famille royale de l'empire hittite. La nomenclature des souverains, les liens de parenté demeurent obscurs par de nombreux aspects,,.